# Jasper Johns
Jasper Johns (* 15. května 1930 Augusta, Georgie, USA) je americký malíř a grafik. Patří k nejvýznamnějším žijícím americkým výtvarníkům. Je jedním ze inspirátorů americké větve pop artu, určité období jeho díla je nazýváno neo-dada.

## Život
Narodil se v Augustě v americkém státě Georgie. Když se rodiče rozvedli, žil se svými prarodiči z otcovy strany v Allendale v sousední Jižní Karolíně. Po čase se vrátil k matce a nevlastnímu otci, s nimiž žil v Sumteru rovněž v Jižní Karolíně. Zde také v roce 1946 maturoval. V letech 1947–1948 studoval umění na University of South Carolina. Nato se přestěhoval do New Yorku, kde v letech 1948–1949 navštěvoval kurzy v Parsons School of Design. Roky 1951–1953 prožil na vojně. První rok strávil na základně Fort Jackson v Jižní Karolíně, kde založil kulturní centrum. Během korejské války byl půl roku nasazený v Japonsku ve městě Sendai.
V roce 1953 se vrátil do New Yorku. Nechal se zapsat na Hunter College on the G. I. Bill do kurzů pro veterány. Už první den ale prodělal nervové zhroucení a rozhodl se v dalším studiu nepokračovat. Získal zaměstnání v knihkupectví Marboro Books, které se zabývalo prodejem knih o umění. Zde se seznámil s o pět let starším malířem Robertem Rauschenbergem. Od roku 1954 mu pomáhal při aranžování výloh obchodních domů. Rauschenberg ho uvedl do okruhu lidí jako byli tanečník a choreograf Merce Cunningham a hudební skladatelé Morton Feldman a John Cage. Zvláště posledně jmenovaný měl na Johnse značný vliv. V roce 1954 namaloval první ze svých proslavených amerických vlajek a účastnil se své první, zatím jen kolektivní výstavy.
Od roku 1955 se Johns začal zabývat divadelní scénografií a návrhy kostýmů. V téže době založili spolu s Rauschenbergem firmu na designování výloh s názvem Matson Johnes-Custom Display. Navrhli například výlohy obchodu Tiffany & Co. a obchodního domu Bonwit Teller, kde jako součást výzdoby umístil Johns svou Bílou vlajku. V roce 1957 navázal kontakt s vlivným galeristou Leem Castellim, který v budoucnu uspořádal několik jeho výstav. První hned v roce 1958 bývá označována za zrození pop artu. Johns na ní až na dva prodal všechny vystavované obrazy. V témže roce se zúčastnil XXIX. Biennale v Benátkách, čímž se jeho dílo dostalo do povědomí evropských zájemců o umění. V roce 1959 na to navázaly výstavy v Paříži a Miláně. Jeho ateliér tehdy navštívili Marcel Duchamp a kritik Nicolas Calas. V témže roce se Johns zúčastnil jednoho happeningu, pořádaného zakladatelem této umělecké formy Allanem Kaprowem.
Roku 1961 si Johns zakoupil dům v přímořském letovisku Edisto Beach v Jižní Karolíně, který ale o pět let později zničil požár. V roce 1963 založil nadaci na podporu současného umění. Zároveň o něm vyšla první monografie, a to z pera Leo Steinberga. V roce 1967 se Johns stal uměleckým vedoucím taneční skupiny Merce Cunninghama. V této funkci působil až do roku 1978. Když roku 1968 zemřel Marcel Duchamp, napsal pro časopis Artforum jeho nekrolog. V roce 1972 si zakoupil dům na ostrově sv. Martina v Karibiku. Navázal také spolupráci se Samuelem Beckettem, kterého poznal v roce 1973 v Paříži. Jejím výsledkem byla knížka kratších Beckettových próz „Foirades/Fizzles“, vydaná v roce 1976 dvojjazyčně (francouzsky a anglicky) a ilustrovaná Johnsem.
Johns se stal klasikem americké malby již za svého života. V roce 1980 získalo jeho obraz Tři vlajky z roku 1958 Whitney Museum of American Art v New Yorku za jeden milión dolarů, do té doby za nejvyšší částku, za niž byl prodán obraz žijícího amerického umělce. V 80. letech dosahovaly ceny Johnsových obrazů dalších rekordních částek. V roce 1988 se obraz Chybný start v aukční síni Sotheby's vydražil za nejvyšší částku, jaká byla zaplacena za dílo žijícího malíře vůbec. V roce 1999 se objevil v epizodě Outsider art animovaného seriálu Simpsonovi. Johns žije střídavě na ostrově sv. Martina a v Sharonu ve státu Connecticut, kde se usadil v roce 1996.

### Vyznamenání a ocenění
- 1959 Carnegieho cena na bienále v Pittsburghu
- 1967 Cena na bienále v São Paulu
- 1969 Čestný doktorát University of South Carolina v Columbii
- 1970 Cena za tvůrčí přínos k malbě od Brandeis University v New Yorku
- 1972 Medaile za malbu od School of Painting and Sculpture ve Skowheganu
- 1973 Jmenován členem National Institute of Arts and Letters v New Yorku
- 1977 Medaile za grafiku od School of Painting and Sculpture ve Skowheganu
- 1980 Jmenován členem Académie royale des arts de Suède ve Stockholmu
- 1984 Zvolen za člena American Academy of Arts and Sciences v Bostonu
- 1986 Wolfova cena za malířství od Wolfovy nadace v Izraeli
- 1988 Zlatý lev na XLIII Benátském bienále
- 1989 Jako 38. člen byl uveden do Síně slávy státu Jižní Karolína
  - Jmenován členem American Academy of Arts and Letters ve Washington Heights
- 1990 Od prezidenta Bushe obdržel v Bílém domě Medal of Arts
- 1993 Praemium Imperiale for Painting od Japan Art Association v Tokiu
- 1994 Edward MacDowell Medal od stejnojmenné společnosti v Peterborough ve státě New Hampshire
- 2011 Od prezidenta Baracka Obamy obdržel Prezidentskou medaili svobody

## Dílo
Wikipedie zatím nemá licenci na reprodukování Johnsových obrazů, je ale možné seznámit se s nimi na některém z externích odkazů. Johns bývá někdy považován za jednoho z umělců tvořících ve stylu pop-artu. Toto zařazení však není přesné, protože jeho dílo procházelo značnými proměnami a výtvarníci pop-artu z něj spíše čerpali. On sám se jako popartový umělec nikdy nedefinoval.
Takřka všechna díla vzniklá do roku 1954 Johns zničil. Prvními obrazy, kterými vstoupil do povědomí newyorské výtvarné scény, byly variace na
americkou vlajku z poloviny 50. let. Johns ji úmyslně nereprodukoval přesně. Nastoloval tak otázku, kde je hranice mezi reálně existujícím předmětem, který je zobrazovaný, a jeho obrazem. Zejména v 50. letech vytvářel Johns série variací jednoho a téhož motivu: terče, mapy, číslice, písmena, mapy. Do obrazů připevňuje hmotné předměty – plechovky, krabičky, baterky a další. Velmi často při tvorbě obrazů používá enkaustiku, směs barviv a zahřátého vosku. Náměty čerpá umělec takřka výhradně v oblasti běžných věcí a předmětů, důvěrně známých, které se na jeho obrazech dostávají do překvapivých souvislostí.
Základní tematickou chronologii Johnsova díla v 50. letech lze vymezit následovně: 1954 začal pracovat na Vlajce. O rok později vznikají první obrazy terčů. Od roku 1956 se zabýval alfabetickou malbou (obraz Šedá abeceda). Příští rok vznikají obrazy s číselnými sekvencemi (Bílá čísla). Na konci 50. a na začátku 60. let vznikají Johnsovy první kovové plastiky. Zároveň se začal zabývat různými grafickými technikami. Roku 1967 vytvořil obraz Světla Harlemu, ve kterém poprvé použil motivu dlažebních kostek. V roce 1972 namaloval obraz Beze jména s motivem šrafování. Různé variace na toto téma vytvářel až do roku 1982.
Záběr Johnsových intelektuálních zájmů byl vždy velice široký. Studoval východní filosofii, v důsledku čehož vzniklo na začátku 80. let několik obrazů inspirovaných tantrou. A v téže době studoval Isenheimský oltář Matthiase Grünewalda, který se rovněž stal jeho inspiračním zdrojem. Ke změně Johnsova stylu dochází kolem roku 1984, kdy po vzoru renesančních a barokních umělců začal využívat iluzívní malby. V 90. letech pak vzniká série obrazů, jejichž společným motivem je visící řetěz. Johns se rovněž prosadil jako medailér. V roce 1986 navrhl Medaili svobody (Medal of Liberty), kterou v témže roce prezident Ronald Reagan vyznamenal 12 naturalizovaných Američanů, jejichž činnost byla mimořádná, mj. houslistu Itzhaka Perlmana nebo politika Henry Kissingera.

### Výstavy

#### Kolektivní
- 1954 Tanager Gallery, New York (vystaven obraz Konstrukce s dětským pianem)
- 1957 Výstava „Umělci Newyorské školy: Druhá generace“ v Židovském muzeu v New Yorku. Zastoupen obrazem Zelený terč
  - Leo Castelli Gallery New York
- 1958 XXIX Benátské bienále
- 1959 Bienále v Pittsburghu
- 1961 „Nový realismus v Paříži a v New Yorku“, Galerie Rive Droite, Paříž
- 1963 „Pop Art v USA“ Oakland Museum of California, Oakland
- 1964 XXXII Benátské bienále (20 obrazů)
  - documenta III, Kassel
- 1967 Bienále São Paulo
- 1968 4. documenta, Kassel
- 1972 documenta 5, Kassel
- 1977 documenta 6, Kassel
- 1988 XLIII Benátské bienále

#### Samostatné
- 1958 Leo Castelli Gallery New York
- 1959 Paříž, Milano
- 1961 Galerie Rive Droite, Paříž
- 1962 Galerie Ileana Sonnabend, Paříž (zahajovací výstava galerie)
- 1964 Židovské muzeum New York (putovní retrospektiva 170 obrazů, pokračovala do Anglie a Kalifornie)
- 1977/1978 Whitney Museum of American Art New York (velká putovní retrospektiva, pokračovala do Kolína nad Rýnem, Paříže, Londýna, Tokia a San Franciska)
- 1996/1997 Museum of Modern Art New York (retrospektiva, pokračovala do Kolína nad Rýnem a Tokia)
- 1999 San Francisco Museum of Art, Yale University Art Gallery, Dallas Museum of Art (putovní s názvem „Jasper Johns: New Paintings and Works on Paper“)
- 2003 Cleveland Museum of Art
  - Walker Art Center Minneapolis (putovní, pokračovala do dalších galerií v USA a do Španělska, Skotska a Irska)
- 2004 Leo Castelli Gallery New York („Jasper Johns: Prints from the Low Road Studio“)